# Zdolbuniv
Zdolbuniv (ukrainsk: Здолбу́нів, russisk: Здолбунов, polsk: Zdołbunów) er en lille by i Rivne rajon i Rivne oblast (provins) i det vestlige Ukraine. Før den administrative reform i 2020 var den administrationsby i den tidligere Zdolbuniv rajon (distrikt), og den har en vigtig jernbanestation og et cementværk (der er et kridtlager).
Byen har 24.642  indbyggere (2021).

## Historie
Byen blev nævnt i 1497 i et dokument, hvori den Litauiske storfyrste og senere konge af Polen Alexander Jagiellon overdrog flere landsbyer til fyrst Konstanty Ostrogski. Blandt de landsbyer, der blev nævnt i skødet, var Dolbunov. Byen har haft sit nuværende navn Zdolbuniv siden 1629. I 1569 blev Zdolbuniv efter Lublinunionen en del af Den polsk-litauiske realunion, hvor den forblev i over 200 år, indtil Polens delinger. I 1793 blev det annekteret af Det Russiske Kejserrige, og i perioden mellem de to verdenskrig hørte det igen til Polen. Den var powiat (land) centrum i Wołyń voivodskabet i denne periode. Zdolbunow, som det dengang hed, var et vigtigt jernbaneknudepunkt, som lå tæt på den polsk-sovjetiske grænse. Byen havde en blandet polsk-ukrainsk-jødisk befolkning.